# Pierre Bini
Pour les articles homonymes, voir Bini.
Pierre Bini est un footballeur français né le 2 août 1923 à Laragne (aujourd'hui Laragne-Montéglin) et mort le 21 juin 1991 à Gap. Il mesure 1,80 m. Il est le père de Bruno Bini.

## Biographie
Il a fait l'essentiel de sa carrière comme demi-centre ou ailier droit au Stade de Reims, où au commencement il était surnommé la chèvre à cause de ses jambes longues, mais bientôt devenu le chouchou des supporters au stade Auguste-Delaune et renommé le râteau pour sa combativité.
Puis Bini n’a joué qu’une saison à l’AS Saint-Étienne durant la saison 1951-1952 avant de mettre un terme à sa carrière de joueur en raison de multiples blessures au genou. 
Pierre Bini a ensuite entraîné l’Arago sport orléanais et Gap FC et a développé l’entreprise familiale de carrosserie industrielle avant de se lancer dans la politique : ce gaulliste a été maire de Laragne (commune au sud de Gap), vice-président du Conseil général des Hautes-Alpes et Conseiller régional (région PACA).
Aujourd'hui le stade de sa ville natale porte le nom Stade Pierre-Bini.

## Carrière de joueur
- Laragne Sports (1942-1943)
- Équipe fédérale Marseille-Provence (1943-1944)
- AS Clermont-Ferrand (1945-1946)
- Stade de Reims (1946-1951) (124 matchs et 45 buts en Division 1)
- AS Saint-Étienne  (1951-1952) (14 matchs et 6 buts en Division 1)
- Arago sport orléanais (1952-1956)[2]

## Carrière d'entraîneur
- Arago sport orléanais (1956/60)
- Gap FC

## Palmarès
- Champion de France de Division 1 en 1949 avec le Stade de Reims
- Vice-champion de France en 1947 avec le Stade de Reims
- Vainqueur de la Coupe de France en 1950 avec le Stade de Reims
- 139 matchs et 51 buts en championnat de France de Division 1